# Brütal Legend
 (juillet 2023).
Si vous disposez d'ouvrages ou d'articles de référence ou si vous connaissez des sites web de qualité traitant du thème abordé ici, merci de compléter l'article en donnant les références utiles à sa vérifiabilité et en les liant à la section « Notes et références ».
Brütal Legend est un jeu vidéo édité par Electronic Arts, développé par Double Fine Productions. Tim Schafer a dirigé le développement de ce jeu. C'est un beat them all dans lequel le héros est un roadie (technicien qui monte les scènes de concert) qui est téléporté dans l'univers du heavy metal. Il y rencontre certains grands noms du metal comme Rob Halford, Lemmy Kilmister ou encore Ozzy Osbourne.
Il est sorti le 13 octobre 2009 aux États-Unis, puis le 16 octobre 2009 en Europe sur PlayStation 3 et Xbox 360. La version Windows est sortie le 26 février 2013. Il a été porté depuis sur Mac OS X et Linux. Le 18 septembre 2018, il a été ajouté aux jeux Xbox 360 rétrocompatibles sur Xbox One.

## Système de jeu
Le jeu contient deux types de gameplay qui s'alternent tout au long du jeu.
Dans un premier temps, le joueur contrôle Eddie et doit explorer le monde du métal à pied ou au volant de la Destroymobile (sa voiture), pour rechercher certains objets à collectionner, ou accomplir des objectifs précis. Dans cette phase, le jeu s'apparente à un jeu d'aventure et d'exploration avec une composante beat'em all.
À certains points, le joueur sera aussi amené à diriger des batailles de scènes. Dans ces phases, deux armées s'affrontent sur un champ de bataille, et deux scènes apparaissent à chaque bout du champ de bataille. Le joueur doit alors construire des stands pour récolter l'énergie des fans, qui lui permet de faire venir plus d'alliés sur le champ de bataille. Il donne ensuite des ordres à ses alliés et peut gagner la bataille en détruisant la scène de l'adversaire. Durant ces phases, le jeu s'apparente à un jeu de stratégie temps réel, même si le joueur continue à contrôler Eddie et peut se joindre à la bataille en plus de donner des ordres.

## Développement

### Problème concernant l'édition
Le jeu devait initialement être édité par Vivendi Games, mais à la suite de la fusion de Blizzard (appartenant à Vivendi) avec Activision, la sortie du jeu fut compromise. Finalement, le jeu a reçu le soutien d'EA et est sorti, édité par EA. Le jeu s'est retrouvé au milieu d'une grande bataille entre les 2 plus grands éditeurs mondiaux de jeu vidéo. En effet, Activision a mené l'affaire en justice, puis le studio de développement s'est porté du côté EA. Les démêlés judiciaires se sont produits avant même la sortie du jeu, compromettant sérieusement sa sortie. Heureusement, celui-ci a été mis en vente à la date souhaitée par le développeur. Mais les stigmates sont toujours présents, en attestent les nombreuses remarques dépréciatives entre éditeurs, mais aussi les propos de Tim Schafer, le créateur du jeu  et fondateur de Double Fine : il considère le président d'Activision, Bobby Kotick, comme un « con » et un « enculé ».

### Direction artistique
Directeur artistique de Double Fine, Lee Petty déclare que la direction artistique du jeu est la combinaison de quatre éléments : le Heavy metal, l'artiste de fantasy Frank Frazetta, les hot rods et Tim Schafer. Chaque zone représente la faction qui y vit.

### Personnages et attribution des rôles

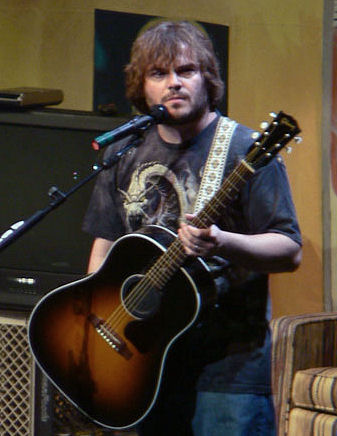
Jack Black, interprète du protagoniste du jeu.

Le jeu comprend 35 000 lignes de dialogues. Au départ, Tim Schafer ne pensait pas pouvoir réunir des personnes célèbres pour participer au jeu,.
Le comédien Jack Black est ainsi choisi pour incarner le protagoniste du jeu, Eddie Riggs. L'arrivée de Black a amorcé un effet domino permettant l'arrivée de nombreux artistes, comme Lemmy Kilmister, Rob Halford, Lita Ford et Ozzy Osbourne. Lemmy Kilmister interprète le rôle de Killmaster Lita Ford celui de Rima et Ozzy Osbourne celui du Gardien du Métal,. Rob Halford tient deux rôle dans le jeu. Pour le rôle du général Lionwhyte, il déclare : « Je pense qu'en tant que fan de Family Guy, il est comme un Stewie du heavy metal ». L'enregistrement avec Halford s'étant très bien passé, le personnage du Baron a été écrit pour lui.
Tim Curry est engagé pour incarner Lord Doviculus, l'antagoniste du jeu qui devait être interprété par Ronnie James Dio, chanteur du groupe Dio. Tim Schafer déclare au sujet du comédien : « Quiconque a vu son incroyable performance en tant que Seigneur des Ténèbres dans le film Legend (1985) sait pourquoi nous l'avons choisi pour le rôle de Doviculus. »,.
Parmi les autres comédiens, on trouve Zach Hanks dans le rôle de Lars Halford ou encore Jennifer Hale dans celui d'Ophelia.

### Promotion
Le jeu a été présenté aux festivaliers du Hellfest. Pendant l'édition 2009 du festival de Loire-Atlantique, le jeu était jouable.

## Bande-son
Il y a 107 chansons dans la bande-son.
| Morceaux                        | Artiste                     | Morceaux                            | Artiste         |
| ------------------------------- | --------------------------- | ----------------------------------- | --------------- |
| "A Serpentine Crave"            | Bishop of Hexen             | "Metal Storm/Face the Slayer"       | Slayer          |
| "Ad Noctis"                     | Rotting Christ              | "Metal Thrashing Mad"               | Anthrax         |
| "Am I Evil?"                    | Diamond Head                | "More Than Meets the Eye"           | Testament       |
| "Angel Witch"                   | Angel Witch                 | "Mr. Crowley"                       | Ozzy Osbourne   |
| "Angels Don't Kill"             | Children of Bodom           | "Mr. Scary"                         | Dokken          |
| "Assault Attack"                | Michael Schenker Group      | "Narita"                            | Riot            |
| "Back at the Funny Farm"        | Motörhead                   | "Never Say Die"                     | Black Sabbath   |
| "Battle Angels"                 | Sanctuary                   | "Nightstalker"                      | Cloven Hoof     |
| "Battle Hymn/One Shot at Glory" | Judas Priest                | "No Love Lost"                      | Carcass         |
| "Believer"                      | Ozzy Osbourne               | "Oblivion (Instrumental)"           | Mastodon        |
| "Betrayal"                      | Lita Ford                   | "Overnight Sensation"               | FireHouse       |
| "Birth of the Hero"             | Tvangeste                   | "Painkiller"                        | Judas Priest    |
| "Blackout"                      | Scorpions                   | "Progenies of the Great Apocalypse" | Dimmu Borgir    |
| "Blitzkrieg"                    | Deathstars                  | "Pure Evil"                         | Iced Earth      |
| "Bomber"                        | Girlschool                  | "Queen of Desire"                   | Ostrogoth       |
| "Breadfan"                      | Budgie                      | "Queen of the Masquerade"           | Crimson Glory   |
| "Cathode Ray Sunshine"          | Dark Tranquillity           | "Riding the Storm"                  | Running Wild    |
| "Children of the Grave"         | Black Sabbath               | "Rip the System"                    | KMFDM           |
| "Crack the Skye (Instrumental)" | Mastodon                    | "Road Racin"                        | Riot            |
| "Cremation"                     | King Diamond                | "Rock Bottom"                       | UFO             |
| "Cry of the Banshee"            | Brocas Helm                 | "Rock of Ages"                      | Def Leppard     |
| "Dawn of Battle"                | Manowar                     | "Skeleton on your Shoulder"         | Coroner         |
| "Deadly Sinners"                | 3 Inches of Blood           | "Snap Your Fingers, Snap Your Neck" | Prong           |
| "Destroy the Orcs"              | 3 Inches of Blood           | "So Frail"                          | Mirrorthrone    |
| "Diary of a Madman"             | Ozzy Osbourne               | "Soul Thrashing Black Sorcery"      | Skeletonwitch   |
| "Die For Metal"                 | Manowar                     | "Stigmata"                          | Ministry        |
| "Dr Feelgood"                   | Mötley Crüe                 | "Still of the Night"                | Whitesnake      |
| "Drink the Blood of the Priest" | Brocas Helm                 | "Sulphur Injection"                 | Apostasy        |
| "Fast as a Shark"               | Accept                      | "Superbeast"                        | Rob Zombie      |
| "For the Glory Of"              | Testament                   | "Swords and Tequila"                | Riot            |
| "Free Your Hate"                | KMFDM                       | "Symptom of the Universe"           | Black Sabbath   |
| "Frost"                         | Enslaved                    | "Tag Team"                          | Anvil           |
| "Girlfriend"                    | Kabbage Boy (groupe fictif) | "Technical Difficulties"            | Racer X         |
| "God of Thunder"                | Kiss                        | "The Axeman"                        | Omen            |
| "Goliaths Disarm Their Davids"  | In Flames                   | "The Beautiful People"              | Marilyn Manson  |
| "Hall of the Mountain King"     | Savatage                    | "The Hellion/Electric Eye"          | Judas Priest    |
| "Her Ghost in the Fog"          | Cradle of Filth             | "The Metal"                         | Tenacious D     |
| "High Speed Dirt"               | Megadeth                    | "The Somber Grounds of Truth"       | Bishop of Hexen |
| "Holiday"                       | Scorpions                   | "The Wild and the Young"            | Quiet Riot      |
| "Igniisis Dance"                | Wrath of Killenstein        | "Thieves"                           | Ministry        |
| "In the Black"                  | Motörhead                   | "Through the Fire and Flames"       | DragonForce     |
| "Insomnia"                      | Dark Fortress               | "Thus Spake the Nightspirit"        | Emperor         |
| "Kickstart My Heart"            | Mötley Crüe                 | "Tornado of Souls"                  | Megadeth        |
| "Lay It Down"                   | Ratt                        | "Warriors Dawn"                     | Slough Feg      |
| "Leather Rebel"                 | Judas Priest                | "(We Are) the Road Crew"            | Motörhead       |
| "Live Wire"                     | Mötley Crüe                 | "Welcome Home"                      | King Diamond    |
| "Loke"                          | Enslaved                    | "Wheels of Steel"                   | Saxon           |
| "Love Dump"                     | Static-X                    | "When the Night Falls"              | Iced Earth      |
| "Machine Gunn Eddie"            | Nitro                       | "Witches"                           | Candlemass      |
| "March of the Crabs"            | Anvil                       | "World of Hurt"                     | Overkill        |
| "Marching Off to War"           | Motörhead                   | "Y.R.O."                            | Racer X         |
| "Master Exploder"               | Tenacious D                 | "Youth Gone Wild"                   | Skid Row        |
| "Murmaider"                     | Dethklok                    | "Zoom Club"                         | Budgie          |
| "Metal Church"                  | Metal Church                |                                     |                 |

## Accueil
- 1UP.com : B+[13]
- Canard PC : 8/10[14]
- Computer and Video Games : 7,9/10[15]
- Eurogamer : 8/10[16]
- Game Informer : 8/10[17]
- Gameblog : 10/10[18]
- Gamekult : 7/10[19]
- GameSpot : 8,5/10[20]
- IGN : 9/10[21]
- Jeuxvideo.com : 15/20[22]

Le jeu a été choisi comme l'un des 80 jeux affichés au Smithsonian American Art Museum à l'occasion de l'exposition « L'Art des jeux vidéo » du 16 mars 2012,.